# Blauwalgen
Blauwalgen, ook wel blauwwieren of, formeler, cyanobacteriën zijn een groep van prokaryote organismes. Tot de wetenschappelijke namen die voor deze in gebruik zijn horen Cyanophyta of, moderner, Cyanobacteria. Tegenwoordig worden ze wel beschouwd als stam binnen het domein van de Bacteria. Blauwalgen zijn in staat tot fotosynthese, waarbij moleculaire zuurstof wordt geproduceerd; zij vermeerderen zich door binaire deling.
Volgens de endosymbiontentheorie zijn plastiden, die aanwezig zijn in eukaryote planten en algen (zoals roodwieren, groenwieren en bruinwieren), geëvolueerd uit endosymbiotische cyanobacteriesoorten. Deze plastiden maken bij eukaryoten de fotosynthese mogelijk.
In eutroof tot hypertroof water en bij hoge temperaturen kunnen populaties van verschillende blauwalgsoorten zich in korte tijd sterk vermeerderen, waardoor het natuurlijk evenwicht in het water wordt verstoord, een verschijnsel dat "algenbloei" of "blauwalg" wordt genoemd.

## Naam
De naam cyanobacteria is afgeleid van de blauwe kleurstof fycocyanine die deze groep kenmerkt. De naam 'blauwalgen' wordt soms als misleidend beschouwd omdat deze organismen anders dan andere algen prokaryoten zijn. De meeste soorten zijn blauwgroen; sommige soorten in de Rode Zee zijn roodbruin, door het biopigment fycoërytrine. De cyanobacterie Planktothrix rubescens kleurt water rood/paars en veroorzaakt het fenomeen Bourgondisch bloed.

## Evolutie en classificatie
Blauwalgen behoren tot de oudste organismen op aarde; er wordt geschat dat ze al 3,5 miljard jaar bestaan. Ze waren de eerste organismen op aarde die zuurstof konden produceren en zo uiteindelijk de evolutie van hogere, zuurstof verbruikende organismen mogelijk hebben gemaakt.
Het is in fossielen van 1,75 miljard jaar geleden mogelijk geweest met het gebruik van de elektronenmicroscoop de aanwezigheid van thylakoïden aan te tonen. Deze structuren die zich binnen in de bacteriecel bevinden en die de fotosynthese mogelijk maken, zijn zichtbaar als dubbele membranen met een smal lumen. De fossielen zijn tot nu toe de  oudste tastbare getuigen van de aanwezigheid van fotosynthese. De cyanobacteriën uit die tijd hebben waarschijnlijk een grote rol gespeeld in de zuurstofcrisis, die zich langzaam rond de 2,4 miljard jaar geleden voltrok.
Er bestaan verschillende taxonomische indelingen van cyanobacteriën, waarbij hun indeling nog sterk aan verandering onderhevig is. Het is mogelijk cyanobacteriën in te delen:
- De klassen Chroobacteria, Hormogoneae en Gloeobacteria
- De orden Chroococcales, Gloeobacterales, Nostocales, Oscillatoriales, Pleurocapsales en Stigonematales
- De families Prochloraceae en Prochlorotrichaceae
- De geslachten Halospirulina, Planktothricoides, Prochlorococcus, Prochloron, Prochlorothrix.

## Wetenschappelijke naamgeving
Blauwalgen krijgen traditioneel, net als andere algen, een  wetenschappelijke naam onder wat tegenwoordig de International Code of Nomenclature for algae, fungi, and plants heet. Sommige auteurs geven ze echter een naam onder wat tegenwoordig de International Code of Nomenclature of Prokaryotes heet.

## Levenswijze
Cyanobacteriën leven niet alleen in zoet en zout water maar ook in de grond, op rotsen, takken en boomstammen. In de tropen leven ze als epifyten op bladeren (epifyl) van planten. Sommige soorten kunnen zeer hoge temperaturen, tot zelfs 75–85 °C, verdragen en leven in heetwaterbronnen.
Er zijn ook soorten die in mutualistische symbiose leven met een bepaalde plant, zoals de cyanobacterie Anabaena azollae in de bladholten van de grote kroosvaren (Azolla filiculoides) en andere soorten in de wortels van palmvarens en Gunnera. Daarnaast zijn er soorten die symbiotisch met schimmels samenleven in korstmossen.

## Bouw

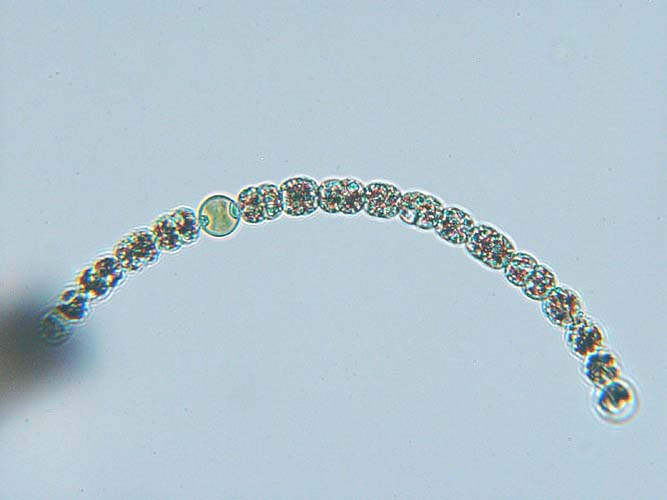
De blauwalg Anabaena circinalis

Blauwalgen zijn eencellig, ze kunnen echter wel kolonies vormen, of al dan niet vertakte celdraden. Ze kennen geen geslachtelijke voortplanting: ze vermeerderen zich middels binaire deling. Bij de draadvormen breken kleine stukjes van de draden af; kolonies breken in stukken.
De cellen zijn meestal omgeven door een gelatineachtige laag. De pigmenten van cyanobacteriën bevinden zich in de buitenste plasmalagen van de cel.
Sommige soorten overwinteren als akineten, vegetatieve endosporen die in het voorjaar weer actief worden.

## Fotosynthese
Het chlorofyl van cyanobacteriën is eenvoudiger van bouw dan bij de planten. Blauwalgen benutten een groter deel van het lichtspectrum dan de meeste algen en landplanten doordat ze beschikken over pigmentstructuren, fycobilisomen genoemd, waarin de pigmenten fycoerytrine, fycocyanine en allofycocyanine gerangschikt zijn. Deze pigmenten kunnen zonlicht met een golflengte van 550–620 nm invangen en aan chlorofyl doorgeven voor fotosynthese, het biochemische proces waarmee zonne-energie wordt omgezet in chemische energie.

## Stikstofbinding
Bepaalde soorten cyanobacteriën zijn in staat om stikstofgas uit de lucht te binden net zoals de stikstofbindende bacteriën in de wortels van de vlinderbloemigen doen.

## Algenbloei
Enkele soorten cyanobacteriën, onder andere Planktothrix agardhii, zijn berucht omdat zij bij een 'algenbloei' in de zomer en nazomer massaal optreden en overlast bezorgen. Algenbloei is vaak een symptoom van eutrofiëring, een teveel aan voedingsstoffen (nutriënten) in het water, de onderliggende oorzaak. De optimale groeiomstandigheden voor algenbloei zijn eutroof tot hypertroof water, een temperatuur tussen de 20 °C en 30 °C, en lichtarme en luwe (wind en stroming) omstandigheden.

### Menselijke gezondheid

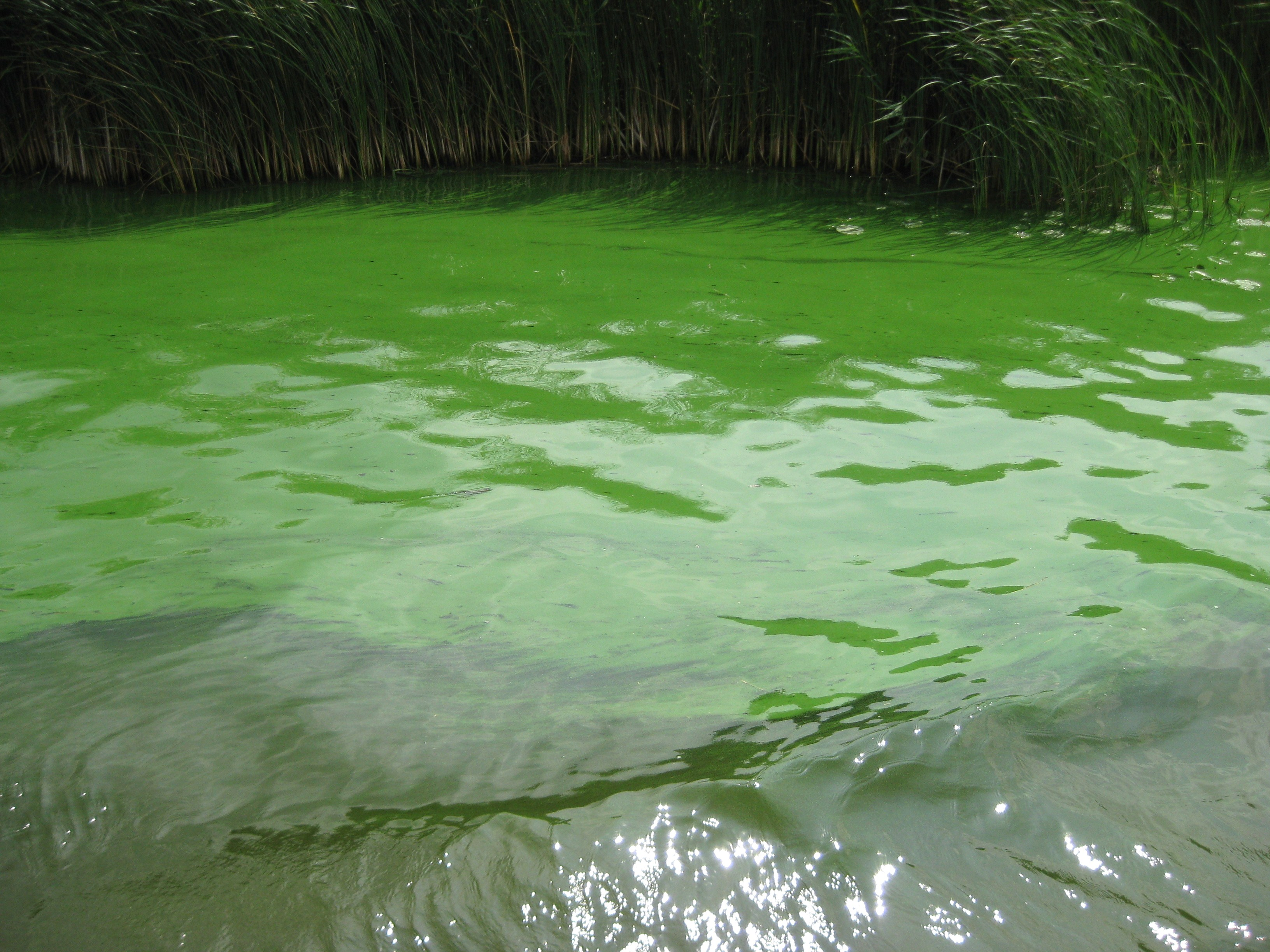
Blauwalg in het Kanaal Alkmaar-Kolhorn in 2016

In verband met de gezondheid is zwemmen in gebieden met veel blauwalg riskant. Sommige soorten kunnen giftige stoffen afscheiden waarvan mensen ziek worden. Deze stoffen kunnen via de mond het lichaam binnenkomen. Juist daarom is voor kinderen zwemmen in met cyanobacteriën besmet zwemwater gevaarlijk: ze nemen nog weleens per ongeluk een paar slokken water. Ze zijn ook nog eens gevoeliger dan volwassenen. De klachten bij mensen variëren van hoofdpijn, ernstige zwelling van de oogleden, irritatie van slijmvliezen, huidirritatie, misselijkheid, diarree tot koorts. De vergiften kunnen ook tot langetermijnschade aan het zenuwstelsel leiden. Om deze reden wordt altijd gewaarschuwd wanneer ergens blauwalg wordt aangetroffen in het water. Op dergelijke plekken wordt dan een zwemverbod afgekondigd. Dit wordt tevens aangegeven met borden bij het betreffende water. Daarnaast heeft de overheid een speciale site en app gelanceerd waarop mensen die in open water willen zwemmen kunnen zien waar ze veilig kunnen gaan zwemmen. Dit wordt met symbolen aangegeven op een kaart. Waarschuwingen voor blauwalg worden doorgaans vaak gegeven bij langdurig warm weer, omdat blauwalgen bij dergelijk weer goed kunnen gedijen in het water.
Ook huisdieren kunnen ernstig ziek worden door het drinken van water met cyanobacteriën of door hun besmette vacht droog te likken.

### Bestrijding
De Nieuwe Meer in het Amsterdamse Bos wordt met luchtbellen behandeld om blauwalg te bestrijden. In de haven van het Zeeuwse Tholen is het geprobeerd door middel van ultrasone trillingen. In de Kooikersgracht in Leusden werd jarenlang een soort sproeier gebruikt voor de bestrijding. De enige echte oplossing is echter het verminderen van de fosfaat- en nitraat-belasting. Aangezien sommige cyanobacteriën (Anabaena) ook stikstof uit de lucht kunnen binden is de fosfaatconcentratie in de praktijk de belangrijkste beperkende factor.
Behandeling van het water met een verdunde oplossing van waterstofperoxide heeft zeer goede resultaten opgeleverd. Drie dagen na behandeling zijn de bacteriën niet meer in schadelijke concentraties aanwezig. Wel moet nog gecontroleerd worden of daarna het toxinegehalte voldoende verlaagd is.

## Gebruik

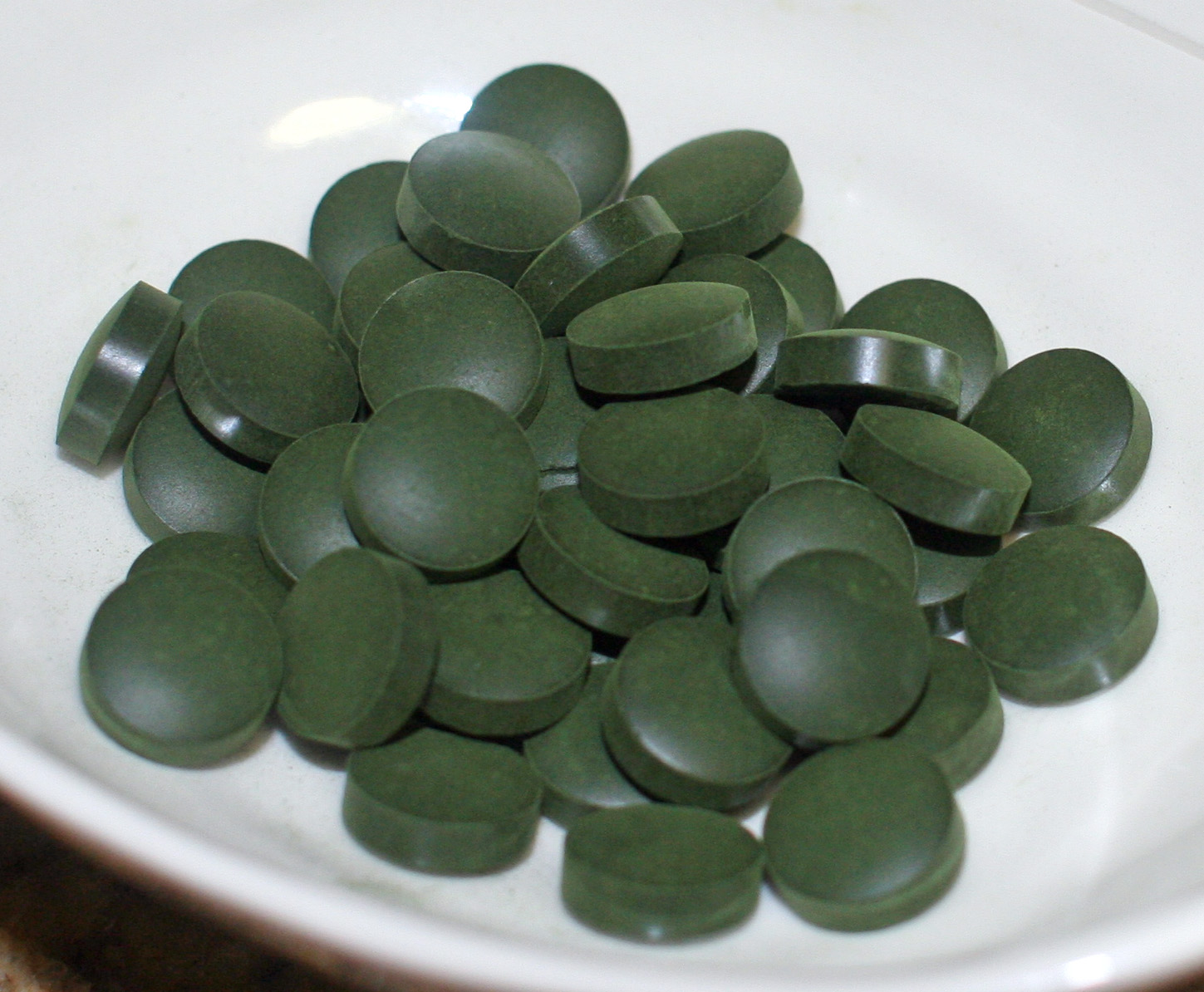
Spirulina-tabletten

Sommige cyanobacteriën worden verwerkt in cosmetica zoals pillen en gezichtsmaskers. Ook worden ze in levensmiddelen als stabilisator, smaakmaker of eiwitleverancier toegepast.
De cyanobacteriën Arthrospira platensis en Arthrospira maxima zijn in tabletvorm te koop als Spirulina en dit middel zou de gezondheid bevorderen. Bij dierproeven is gebleken dat het pigment fycocyanine ontstekingsremmend kan werken. Er zijn echter ook gifstoffen aangetoond in blauwalgtabletten en capsules.
Sinds 2012 worden proefprojecten uitgevoerd om cyanobacteriën te gebruiken voor de productie van biobrandstoffen, uitgaande van de afvalgassen van staalbedrijven om zo de CO2-uitstoot van deze industrie te verlagen. Het bedrijf Lanzatech heeft, in samenwerking met Baosteel, een proefinstallatie in China nabij Beijing, waar sinds april 2012 jaarlijks 370.000 liter ethanol (alcohol) wordt geproduceerd.